# زمان گذشته (دستور زبان)
زمان گذشته یا زمان ماضی برای بیان رخ دادن رویداد یا وجود حالتی (به‌صورت مثبت یا منفی) در گذشته به‌کار می‌رود و دارای گونه‌های زیر است:

## گذشته ساده (ماضی ساده)
از (بن گذشته + شناسه‌ی گذشته) استفاده می‌کنیم. برای نمونه:
من رفتم.

## گذشتهٔ زنده (ماضی نَقلی)
- ساختار: صفت مفعولی (بن ماضی + ه) + «ام، ای، است، ایم، اید، اند»

مانند: رفته‌ام، خورده‌ای، دیده است، ...

## گذشتهٔ دور (ماضی بَعید)
گذشته دور یا ماضی بعید برای بیان کاری که در گذشته پیش از کاری دیگر رخ داده‌است به‌کار می‌رود.
- ساختار: صفت مفعولی (بن ماضی + ه) + ماضی ساده از مصدر «بودن»

مثال: رفته بودم، رفته بودی، رفته بود، رفته بودیم، رفته بودید، رفته بودند

## گذشتهٔ تکرارنشدنی (استمراری)
گذشتهٔ تکرارنشدنی برای بیان کاری که در گذشته به‌صورت پیوسته ادامه داشته یا بارها تکرار شده‌است ولی اکنون رخ نمی‌دهد به‌کار می‌رود.
- در زبان انگلیسی هم گذشته تکرارنشدنی و هم گذشته ساده Simple past tense  است.
- ساختار: ۱. می یا همی + ماضی ساده (میرفتم), (همی‌رفتم/ همی رفتم)؛ ۳. ماضی ساده + ی (رفتمی). دو شکلِ ۲ و ۳ در گذشته مرسوم بوده و امروزه در زبان فارسی معیار کاربرد ندارد.

مثال: ۱. می‌رفتم، می‌رفتی، می‌رفت، می‌رفتیم، می‌رفتید، می‌رفتند ۲. همی‌رفتم، همی‌رفتی، همی‌رفت، همی‌رفتیم، همی‌رفتید، همی‌رفتند ۳. رفتمی، رفتیی/ رفتی‌ای (کم‌کاربرد)، رفتی، رفتیمی، رفتیدی، رفتندی

## گذشتهٔ درخواستی (ماضی اِلتِزامی)
برای بیان کاری در گذشته همراه با احتمال، آرزو، یا التزام به‌کار می‌رود.
- ساختار: صفت مفعولی (بن ماضی + ه) + صرف فعل کمکی (فعل مُعین) «باش»

مثال: رفته باشم، رفته باشی، رفته باشد، رفته باشیم، رفته باشید، رفته باشند

## گذشتهٔ بسیار دور (ماضی ابعد)
برای بیان عملی در گذشتهٔ بسیار دور و بیشتر در حکایت‌ها استفاده می‌شود.
- ساختار: صفت مفعولی (بن ماضی + ه) + ماضی نقلی از مصدر «بودن»

مثال: رفته بوده‌ام، رفته بوده‌ای، رفته بوده‌است (رفته بوده‌است)، رفته بوده‌ایم، رفته بوده‌اید، رفته بوده‌اند

## گذشتهٔ زندهٔ پیوسته (ماضی نَقلیِ اِستِمراری)
فعلی که در گذشته بارها یا برای دوره‌ای انجام شده و اثر آن تا کنون نیز باقی است؛ یعنی تأثیر آن عمل هنوز زنده و قابل درک است.
- ساختار: می + ماضی نقلی

مثال: می‌رفته‌ام، می‌رفته‌ای، می‌رفته‌است، می‌رفته‌ایم، می‌رفته‌اید، می‌رفته‌اند

## گذشتهٔ یادآوری (ماضی مستمر)
فعلی که در گذشته در حال وقوع بوده و توسط فعل دیگری قطع شده‌است.
- ساختار: ماضی ساده از مصدر «داشتن» + ماضی استمراریِ فعل موردنظر

مثال: داشتم می‌رفتم، داشتی می‌رفتی، داشت می‌رفت، داشتیم می‌رفتیم، داشتید می‌رفتید، داشتند می‌رفتند